# Nachweisgrenze
Die Nachweisgrenze (englisch limit of detection, LOD, oder lower detection limit, LDL) bezeichnet den extremen Wert eines Messverfahrens, bis zu dem die Messgröße gerade noch zuverlässig nachgewiesen werden kann (Ja/Nein-Entscheidung). 
Der Messwert an der Nachweisgrenze hat eine erhöhte Ungenauigkeit, die aber ein vorgegebenes statistisches Referenzintervall nicht überschreitet. Messwerte (Sachverhalte), die eine größere Ungenauigkeit aufweisen als das vorgegebene Intervall, liegen außerhalb der Nachweisgrenze und werden im Sinne der Messtechnik als unmessbar bzw. nicht nachweisbar bezeichnet.
Das Kriterium des „zuverlässigen Nachweises“ wird in der Regel bezogen auf die Präzision des Messverfahrens bei einer Null- oder Leermessung. Gemeint ist damit der statistische Fehler oder die Schwankung des Messsignals, wenn keine Probe vorhanden ist (z. B. die Standardabweichung von Untergrundsignal oder Blindwert).
Häufig gilt eine Messung als Nachweis, wenn der Messwert mindestens drei Standardabweichungen über der Nullmessung liegt:
{\displaystyle \mathrm {LOD} =y_{\text{B}}+3s_{\text{B}}}
- {\displaystyle y_{\text{B}}}: Mittelwert des Blindwertes
- {\displaystyle s_{\text{B}}}: Standardabweichung des Blindwertes.

In manchen Messsystemen wird der Blindwert mit 0 gemessen und in diesem Fall ist die Standardabweichung ebenfalls 0 (z. B. digital PCR). Daher kann die Standardabweichung auch durch die Messung von Proben mit Konzentrationen nah der erwarteten Nachweisgrenze bestimmt werden.